# Nádleehi
Nádleehi – społeczna, a czasem także ceremonialna rola w kulturze Diné (Navajo) – „kobiecy mężczyzna” lub „osoba o męskim ciele i kobiecej naturze”. Jednak rola płciowa nádleehi jest również płynna i nie można jej po prostu opisać w kategoriach sztywnej binarności płci (por. niebinarność, genderfluid). Niektórzy Diné rozpoznają cztery ogólne miejsca na spektrum płci: kobieca kobieta, męska kobieta, kobiecy mężczyzna i męski mężczyzna. Nádleehí mogą odmiennie wyrażać swoją płeć z dnia na dzień lub w różnych okresach życia, wypełniając role we wspólnocie i ceremonii sprawowane tradycyjnie przez kobiety lub mężczyzn. Współcześni nádleehí mogą, ale nie muszą, uczestniczyć w nowoczesnej, pan-indiańskiej społeczności two-spirit lub społeczności LGBT. Znani ludzie, którzy zostali uznani przez swoje społeczności za nádleehí, to tradycyjny tkacz i śpiewak ceremonialny Hosteen Klah (1867–1937) i Fred Martinez, który został zamordowany w wieku 16 lat w czerwcu 2001 r.

## Rola w społeczeństwie Diné
Tradycyjnie osoba nádleehí jest rozpoznawana w młodym wieku przez ceremonialnych starszych i własną rodzinę, ponieważ instynktownie przyjmuje typowo żeńskie role społeczne, a także ubrania i pracę zwykle związaną z kobietami w tej kulturze. Gdy nádleehí dorastają, zwykle pociągają ich także seksualnie inni mężczyźni, co jest zazwyczaj akceptowane przez społeczność. Rola nádleehi w życiu może być nieco płynna w zależności od kontekstu, na przykład w przypadku różnych grup ludzi lub w różnych kontekstach kulturowych. Rola społeczna i ceremonialna nádleehí różni się od ról innych two-spirit, bo jest specyficzna dla kultury i społeczności Diné; inne kultury, które mają role two-spirit, jeśli w ogóle je mają, mają nazwy w swoich własnych językach, a role i inne szczegóły są zazwyczaj specyficzne dla tych konkretnych kultur.